# Месечинко, чакай, бог да е с теб
„Месечинко, чакай, бог да е с теб“ е тринадесетата песен на българската певица Росица Кирилова от двадесет и първия ѝ студиен албум „25 години на сцената – Като да и не“.